# Urdès
Urdès é uma comuna francesa na região administrativa da Nova Aquitânia, no departamento dos Pirenéus Atlânticos. Estende-se por uma área de 5,91 km². Em 2010 a comuna tinha 306 habitantes (densidade: 51,8 hab./km²).